# Djebel Semmama
Der Djebel Semmama (arabisch جبل سمامة) ist ein maximal 1314 m hoher arider Bergstock nordöstlich der tunesischen Stadt Kasserine.

## Besteigung
Eine Besteigung des Gipfels ist im Rahmen einer mehrstündigen Wanderung möglich, doch steht das Gebiet nach der tunesischen Revolution der Jahre 2010/11 in dem Ruf ein Rückzugsgebiet für Terroristen zu sein und wird deshalb von der Armee kontrolliert.